# Prince du Brésil
Cet article concerne le titre brésilien. Ne doit pas être confondu avec le titre de « prince du Brésil » utilisé par l'héritier du trône portugais.

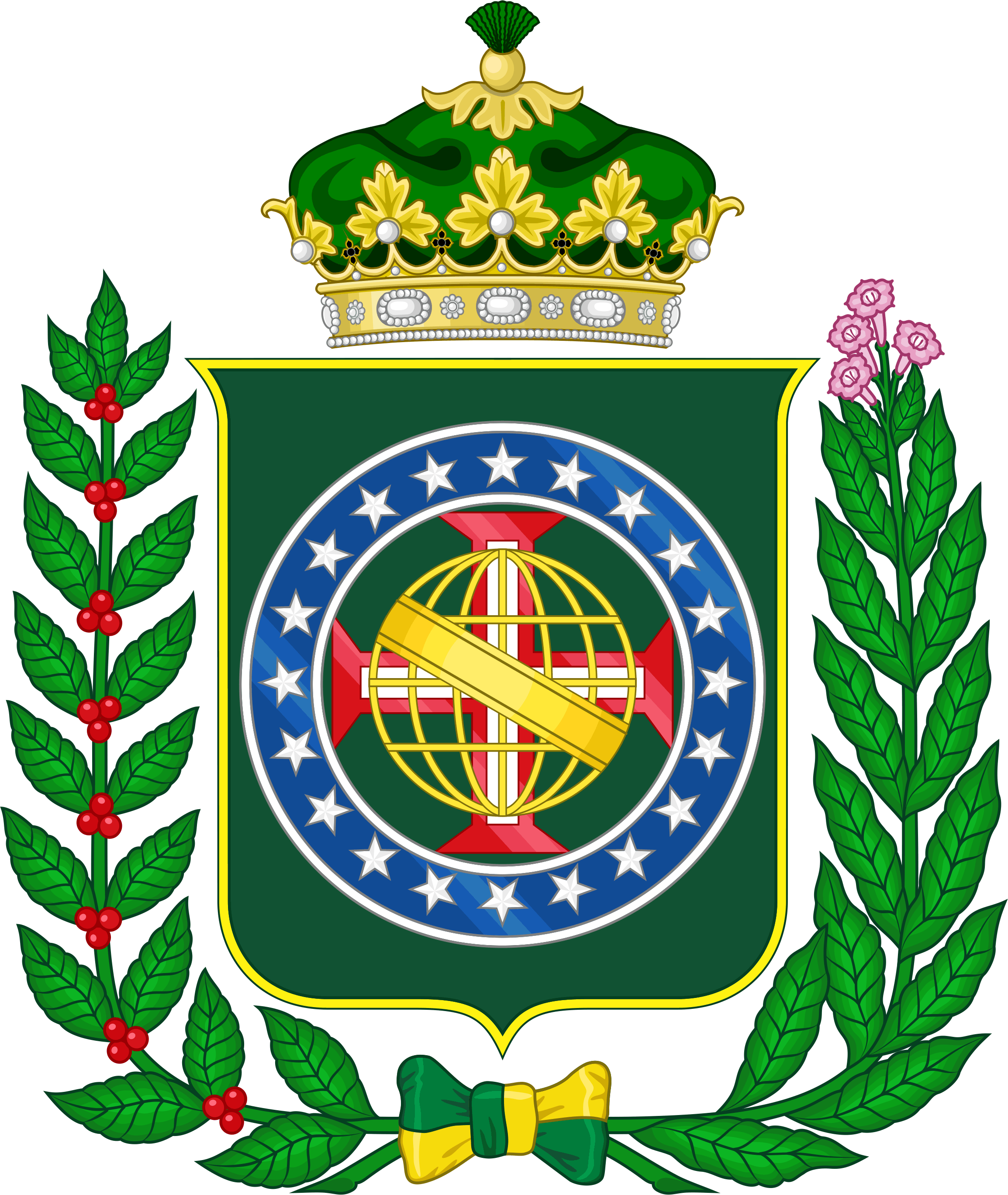
Armoiries des princes du Brésil.

Blason des princes du Brésil.

Prince du Brésil (féminin : princesse du Brésil ; en portugais : Príncipe do Brasil ; féminin : Princesa do Brasil) était un titre impérial en vigueur sous l'empire du Brésil, accordé aux fils ou filles de l'empereur et aux autres dynastes de la famille impériale qui n'étaient pas l'héritier apparent ou l'héritier présumé du trône. Il était également utilisé pour désigner un petit-fils ou une petite-fille dans la lignée masculine d'un monarque régnant, à quelques exceptions près.

## Prédicat
Un prince ou une princesse du Brésil avait généralement droit au prédicat d'altesse, à l'exception du prince impérial et du prince du Grão-Pará, qui étaient appelés altesse impériale. Les princes ou princesses qui portaient des titres supplémentaires de rang supérieur étaient traités avec le style lié au titre le plus élevé qu'ils possédaient. Depuis l'accord entre la maison française d'Orléans et la maison brésilienne d'Orléans-Bragance en 1909, les princes brésiliens figurant dans l'ordre de succession à l'ancien trône de France portent le titre de prince d'Orléans-Bragance avec le prédicat d'altesse royale. Ces princes avec des titres brésiliens plus élevés peuvent être adressés avec le style lié à ces titres, en conjonction avec leurs titres et prédicats royaux français, par exemple : Son Altesse Impériale et Royale le prince Luiz d'Orléans-Bragance.

## Privilèges
Un prince ou une princesse du Brésil, sous l'Empire, recevait une aide financière de la monarchie de sa naissance jusqu'à sa mort, à moins qu'il n'épouse un conjoint né à l'étranger ou ne quitte le pays.

## Liste des princes et princesses du Brésil

### Sous la monarchie
- La princesse Janvière (1822-1901)
- La princesse Paule (1823-1833)
- La princesse Françoise (1824-1898)
- La princesse Marie-Amélie (1831-1853)
- La princesse Isabelle (1846-1921)
- La princesse Léopoldine (1847-1871)
- Le prince Pierre (1866-1934)
- Le prince Auguste (1867-1922)
- Le prince Louis (1878-1920)
- Le prince Antoine (1881-1918)

### Après la monarchie
- Le prince Luiz Gastão (1911-1931)
- La princesse Pia-Maria (1913-2000)
- Le prince Eudes (né en 1939)
- Le prince Bertrand (né en 1941)
- La princesse Isabelle (1944-2017)
- Le prince Pedro (né en 1945)
- Le prince Fernando (né en 1948)
- Le prince Antônio (né en 1950)
- La princesse Eleonora (née en 1953)
- Le prince Francisco (né en 1955)
- Le prince Alberto (né en 1957)
- La princesse Maria Teresa (née en 1959)
- La princesse Maria Gabriela (née en 1959)
- Le prince Pedro Luiz (1983-2009)
- Le prince Rafael (né en 1986)
- La princesse Maria Gabriela (née en 1989)